# Сперанская, Ольга Александровна
Ольга Александровна Сперанская — российский ученый и эколог.

## Биография
С 1997 года — директор программы химической безопасности Центра экологии и устойчивого развития «Эко-Согласие» в Москве, имеет степень магистра геофизики Московского государственного университета и степень доктора физики окружающей среды Российской академии наук. С 2010 по 2018 год была сопредседателем Международной сети по ликвидации СОЗ. Сперанская возглавляла многочисленные кампании против использования органических загрязнителей, боролась за запрет захоронения и транспортировки опасных химических веществ, а также предоставляла информацию лицам, принимающим государственные решения, по изменению климатической политики в разных странах.
Экологическая деятельность Сперанской началась в 1993 году, когда газета Financial Times напечатала её эссе об экологических проблемах, связанных с распадом Советского Союза. После распада СССР в 1991 году тысячи тонн устаревших токсичных химикатов и пестицидов, таких как ДДТ, запрещённых на Западе, были разбросаны по всей Восточной Европе, Кавказу и Средней Азии. Неправильное хранение и последующий отказ от них привели к тому, что они просочились в грунтовые воды и стали потребляться людьми и животными, что привело к врождённым дефектам и проблемам со здоровьем. Проблема усугубляется тем, что запасы токсичных химикатов и пестицидов остались в бедных сельскохозяйственных районах, где фермеры применяют химикаты для использования на своих посевах и огородах, а в некоторых районах Азии их используют для того, чтобы фрукты дольше оставались свежими.
Сперанская заявила, что проблема выросла до такой степени, что властям необходимо вмешаться, чтобы очистить эти места. Она в течение многих лет оказывала давление на властей, работая в Центре «Эко-Согласие», независимой экологической организации, требуя от них обеспечить сохранность запасов химикатов. Она также занималась просветительской деятельностью, освещая опасности, которые представляют химикаты, и объединила десятки неправительственных организаций (НПО) и групп активистов в сеть по защите прав человека. Она утверждает: «Люди в городе или деревне не понимали связи между врождёнными дефектами или проблемами со здоровьем и химической свалкой на их дворе. Там не было никакой информации. Мы начали с распространения информации, потому что понимали, что нужно построить этот информационный мост к людям. Самым большим результатом стало то, что люди начали… требовать действий.».
Её деятельность оказала влияние на ратификацию Стокгольмской конвенции о стойких органических загрязнителях не менее чем 128 странами, в том числе большинством государств бывшего СССР; в свое время её подписал президент Владимир Путин, но Российская Федерация до сих пор не ратифицировала её. Благодаря давлению объединённых ею НПО девять из двенадцати стран региона участвуют в глобальных совещаниях по Конвенции.
В 2015 году она приняла участие в Международной конференции по управлению химическими веществами Программы ООН по окружающей среде, на которой собралось более 800 участников, включая министров, представителей промышленности, лидеров гражданского общества. Часть стратегии, согласованной участниками конференции по управлению химическими веществами, включает сбор более точной информации о химических веществах, которые влияют на нашу жизнь и, во многих случаях, наносят вред людям и окружающей среде. Сперанская на тот момент с воодушевлением восприняла это соглашение, но она не была уверена, что его удастся реализовать, поскольку на реализацию программы по управлению химическими веществами требуется финансирование в размере 100 млн долларов США, а выделено лишь 27 млн долларов.
Сперанская считает, что российские компании все ещё равнодушны к экологии, а государственное регулирование неэффективно, но она не теряет надежды: «Экология — вне политических вопросов», — говорит она. «Мы должны продолжать работать — бороться с этим наследием и не позволить властям сделать его ещё больше».

## Признание
За свою деятельность в области охраны окружающей среды Сперанская стала лауреатом премии Голдмана в области охраны окружающей среды в 2009 году, а в 2011 году была названа Программой ООН по окружающей среде одним из «Чемпионов Земли».